# Nembrotha milleri
Nembrotha milleri är en nakensnäcka med mörk färgteckning som beskrevs av Gosliner och Behrens 1997 och döptes efter Michael D. Miller, entusiastisk dykare med kunskaper om nakensnäckor.

## Beskrivning
En blågrön färgad nakensnäcka som oftast saknar mönster på kroppen. Vissa individer har små svarta prickar och är inte enhetligt gröna. Huden har något skrynklig struktur, rhinoporerna är grönsvarta och det är även de köttiga strukturerna på ryggen. Foten har samma gröna färg som kroppen. I havsområden kring Taiwan förekommer en annan färgvariant där bakgrundsfärgen är gulgrön. Nembrotha milleri är en stor art och kan bli minst 6 cm lång. Djuret brukar ha en längd på ca 4,5 cm. 

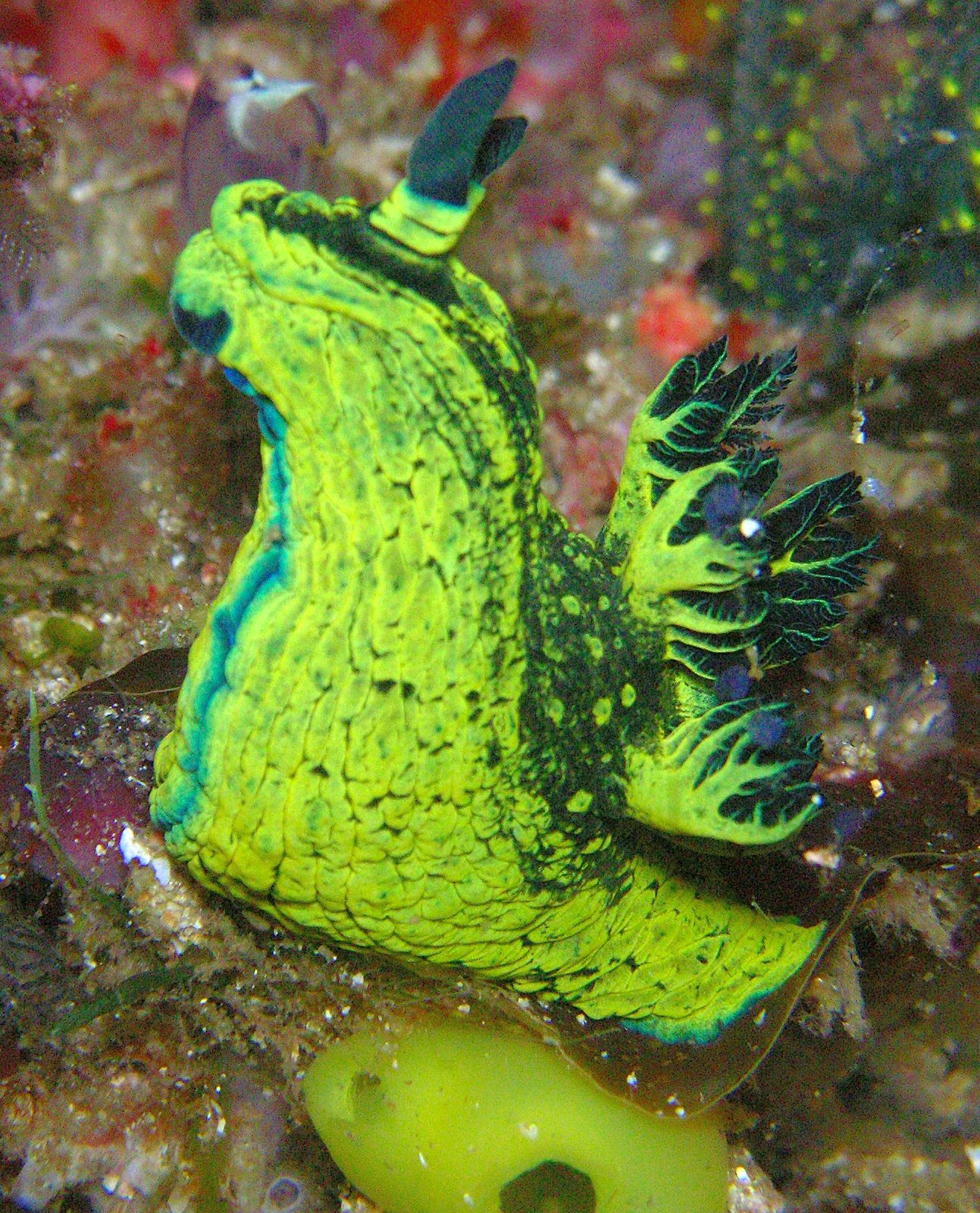
Individ utanför Taiwans kust
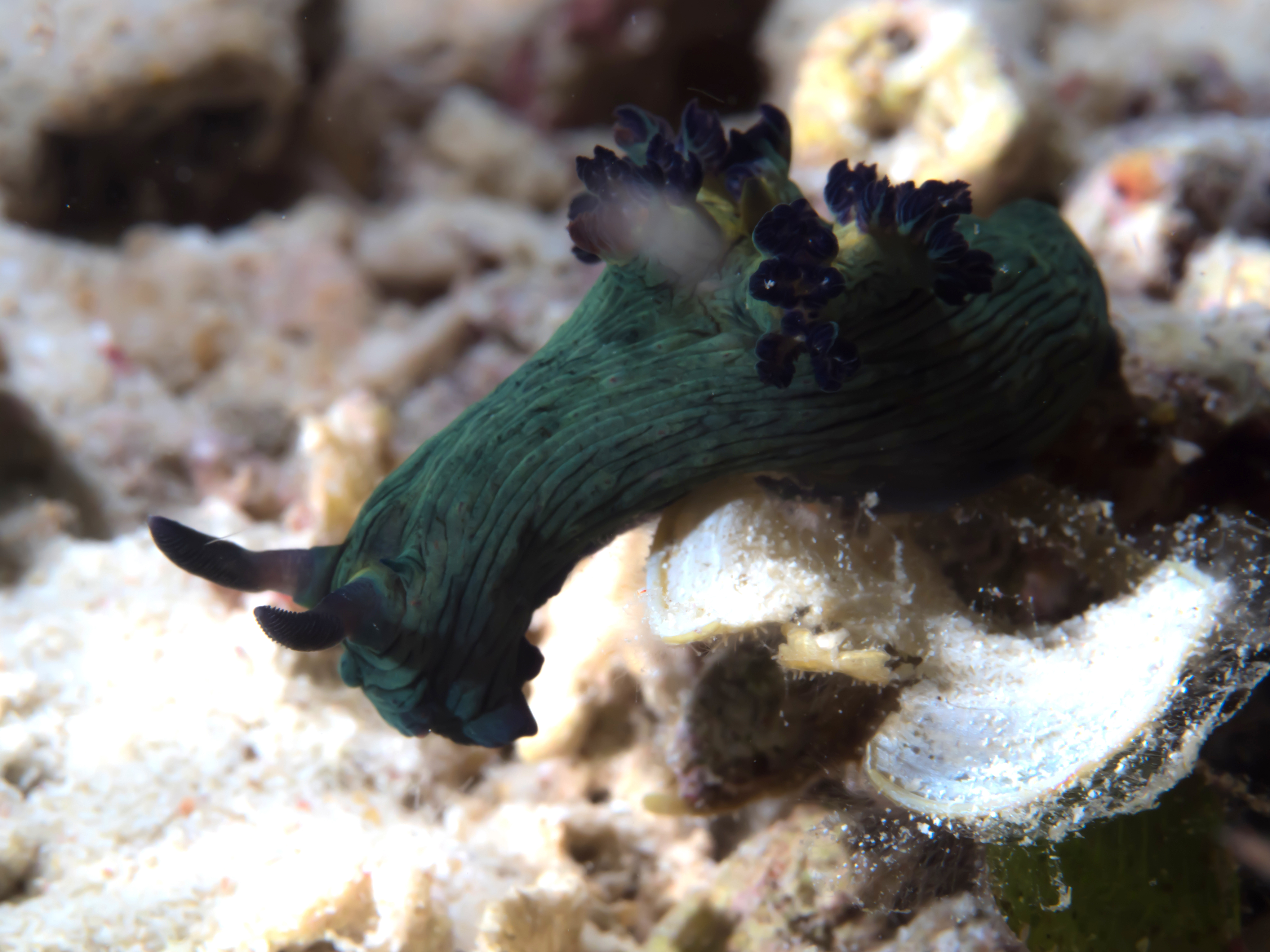
Nembrotha milleri med mörkare färgteckning
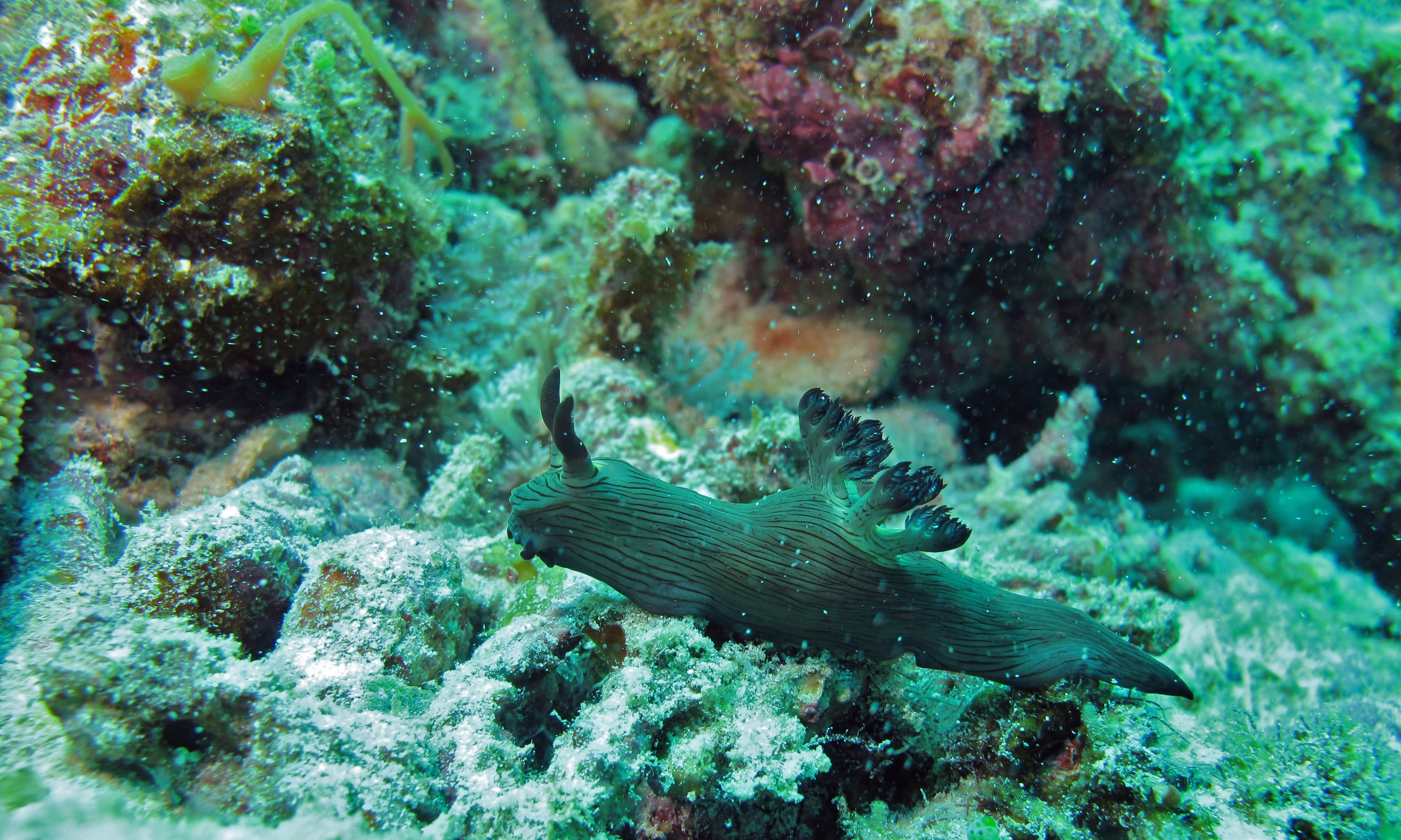
Individ i naturlig miljö

## Ekologi och levnadssätt
Precis som andra arter i släktet Nembrotha livnär sig Nembrotha milleri på sjöpungar. Observationer som gjorts tyder på att denna art även livnär sig på sjöpungar av arten Siginilla signifiera. Djuren rör sig långsamt över reven de lever på. Det förekommer rapporter om att djuren håller till på ca 10 meter djup och max 30 meter ner under havsytan. Vid Tanzanias kust förekommer rapporter om att de håller sig på grundare djur, omkring 12-18 meter.
Det förekommer teorier om att Nembrotha milleri angrips av ett ännu okänt rovdjur, eftersom nakensnäckan till skillnad från andra arter i släktet tycks förlora delar av eller hela rinhoporer. Många individer har enligt observationer råkat ur för detta. Nembrotha milleri är precis som andra gastropoder hermafroditer, tvåkönade. Könsorganen finns på kroppens högersida. Äggen läggs på ett fast underlag och larverna börjar sitt liv som plankton.

## Utbredning
Förekommer i tropiska regionen mellan Indiska oceanen och Stilla havet. Även vanligt förekommande i vattnen kring Dar es-Salaam vid Tanzanias kust.

## Taxonomi
En annan art med namnet Nembrotha sp. 14 förekommer i östra Afrika. Troligtvis är det en annan variant av samma art, Nembrotha milleri, med mörkare färgteckning.